# Empuriabrava

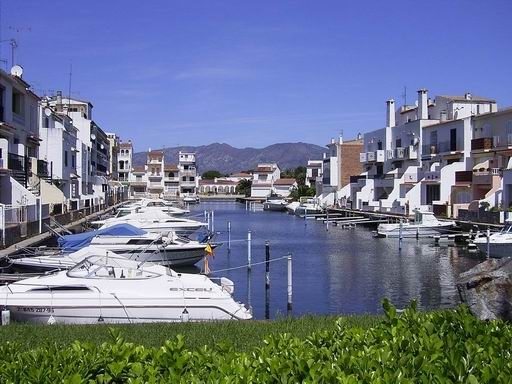
Marina di Empuriabrava

Empuriabrava (in castigliano "Ampuriabrava") è una località marina parte del comune di Castelló d'Empúries.
Si trova in Catalogna, sulla Costa Brava. Situata presso Roses, è a circa 50 km da Gerona.
Si tratta di uno dei più grandi porti turistici del mondo. Ha 35 km di canali e offre ormeggio a cinquemila imbarcazioni.
La caratteristica di questa località è la sua particolare conformazione: infatti si può visitare Empuriabrava sia a piedi sia in barca in quanto è stata costruita in una serie di navigli adatti al viaggio su barca.
Ogni anno vi si svolge una sagra durante quale si vendono imbarcazioni usate. La località turistica è apprezzata anche per il paracadutismo.